# Каллизен, Христиан Фридрих
Христиан Фридрих Каллизен (нем. Christian Friedrich Callisen; 20 февраля 1777, Глюкштадт, — 3 октября 1861, Шлезвиг) — немецкий философ и лютеранский священник.

## Биография
Преподавал в Киле. В 1803 году занял место пастора в Холлингштедте, годом позже начал служить во Фридрихсбергской церкви в Шлезвиге, одновременно исполняя обязанности пробста округа Хюттен. В 1821—35 годах занимал пост Шлезвигского генерал-суперинтендента, то есть главы Лютеранской церкви в регионе. Кавалер ордена Данеброг (1817).
Опубликовал многочисленные руководства по различным философским дисциплинам. В философии религии примыкал к Якоби, в метафизике и психологии следовал Христиану Вольфу, относясь отрицательно к Канту.